# 平野侃三
平野 侃三（ひらの かんぞう、1931年 - ）は、日本の官僚、造園家、都市計画家、東京農業大学名誉教授。勲四等瑞宝章受章。

## 来歴・人物
東京大学を卒業し、1955年建設省都市局都市計画課入省後、建設省都市局公園緑地課都市緑地対策室長、国土庁大都市圏整備局整備課長、公害防止事業団常任顧問等を歴任し、1986年より東京農業大学農学部造園学科教授となる。
2002年3月東京農業大学を定年で退官し、同5月名誉教授、同6月(財)都市緑化基金理事長に就任する。
1984年第8回日本公園緑地協会北村賞受賞。2002年秋の叙勲で勲四等瑞宝章を受章。

## 過去の主な経歴
日本都市計画学会会長、総理府歴史的風土審議会委員、都市緑化技術開発機構理事兼研究所長